# Britse Lagerhuisverkiezingen 2019
De Britse Lagerhuisverkiezingen van 2019 werden gehouden op 12 december 2019. In alle 650 kiesdistricten van het Verenigd Koninkrijk werd één lid gekozen voor het Lagerhuis van het Britse parlement. De verkiezingen vonden plaats volgens het first-past-the-post principe: in elk district krijgt de kandidaat met de meeste stemmen de zetel.
Het ging om tussentijdse verkiezingen die werden uitgeschreven toen regering en Lagerhuis geen overeenstemming konden bereiken over het Britse vertrek uit de Europese Unie (Brexit). De relatie met de Europese Unie was volgens de kiezers ook het belangrijkste thema. Dit maakte de verkiezingen bijzonder omdat de mening van kiezers over Brexit ertoe kon leiden dat ze op andere partijen zouden stemmen dan gebruikelijk.
De verkiezingen leverden een flinke winst op voor de Conservatieven, die met 365 van de 650 zetels een ruime meerderheid veroverden. De Conservatieven behaalden daardoor het beste verkiezingsresultaat sinds 1987. Ook de Scottish National Party behaalde winst; Labour verloor 60 zetels. De Conservatieven behaalden vooral winst in traditioneel Labour stemmende districten in Noord-Engeland en Wales, waar de kiezers in 2016 bij het referendum over het lidmaatschap van de EU vóór vertrek uit de EU hadden gestemd. In Noord-Ierland werden voor het eerst meer nationalistische dan unionistische afgevaardigden gekozen.
Op basis van de uitslag van de verkiezingen van 2019 zijn drie kabinetten gevormd: Kabinet-Johnson II (2019-2022), Kabinet-Truss (2022) en Kabinet-Sunak (2022-2024).

## Aanloop
De aanleiding voor het uitschrijven van de verkiezingen was het feit dat regering en parlement er niet in slaagden om overeenstemming te bereiken over de wijze van uittreding van het Verenigd Koninkrijk uit de Europese Unie.
Deze verkiezingen waren tussentijdse verkiezingen (een snap election): het mandaat van het in 2017 gekozen Lagerhuis liep onder de Fixed Term Parliament Act nog tot 5 mei 2022. De Britse minister-president Boris Johnson had al eerder pogingen gedaan om vervroegde verkiezingen te laten uitschrijven om zo de Brexit-impasse te doorbreken. Hij slaagde er niet in de vereiste tweederdemeerderheid in het Lagerhuis te halen. Ook een poging op 28 oktober haalde het niet. Daarom bracht hij op 29 oktober 2019 een wetsvoorstel in stemming, de Early Parliamentary General Election Act 2019. Voor de goedkeuring van dit wetsvoorstel kon volstaan worden met een eenvoudige meerderheid. Nadat het Lagerhuis de wet had goedgekeurd, werd deze op 30 oktober 2019 door het Hogerhuis aangenomen. Op 31 oktober 2019 werd de wet bekrachtigd door het staatshoofd, koningin Elizabeth.
Het was de eerste keer sinds 1923 dat er een Lagerhuisverkiezing werd gehouden in december.

## Uitslag in het kort
|                | Conservatives     | Labour            | SNP             | Liberal Democrats | Zetelverdeling                                                                   |
| -------------- | ----------------- | ----------------- | --------------- | ----------------- | -------------------------------------------------------------------------------- |
| 2017           | 317 zetels, 42,3% | 262 zetels, 40,0% | 35 zetels,      | 12 zetels, 7,4%   | De 650 zetels zijn als volgt verdeeld: Overig: - Speaker (1) - onafhankelijk (1) |
| 2019           | 365 zetels, 43,6% | 202 zetels, 32,2% | 47 zetels,      | 11 zetels, 11,5%  | De 650 zetels zijn als volgt verdeeld: Overig: - Speaker (1) - onafhankelijk (1) |
| Partij- leider | Boris Johnson     | Jeremy Corbyn     | Nicola Sturgeon | Jo Swinson        | De 650 zetels zijn als volgt verdeeld: Overig: - Speaker (1) - onafhankelijk (1) |
|                |                   |                   |                 |                   | De 650 zetels zijn als volgt verdeeld: Overig: - Speaker (1) - onafhankelijk (1) |

## Belangrijke thema's
Volgens opinie-onderzoek waren voor de Britse kiezers de belangrijkste thema's bij de verkiezingen van 2019:
1. Brexit en de relatie met de Europese Unie
2. Gezondheid en de National Health Service
3. Criminaliteit
4. Economie
5. Milieu
6. Immigratie en asielbeleid

Vergeleken met de stand van zaken voor de Lagerhuisverkiezingen van 2017 waren de kiezers de thema's criminaliteit en milieu belangrijker gaan vinden, en het thema immigratie en asielbeleid minder belangrijk.
Het onderwerp Brexit werd vooral erg belangrijk gevonden door mensen die van plan waren om op de Conservatieven of de Brexit Party te stemmen, gevolgd door mensen die op de Liberal Democrats zouden stemmen. Labour-stemmers vonden Brexit minder belangrijk.

## Standpunten van partijen over Brexit
In de wandelgangen werden de verkiezingen de Brexit-verkiezingen genoemd. Verwacht werd dat kiezers hun keuze voor een groot deel zouden bepalen op basis van de Brexit-standpunten van partijen:
Conservatieven: De conceptovereenkomst die premier Johnson met de EU heeft afgesloten wordt voor 25 december 2019 door het parlement goedgekeurd. Het Verenigd Koninkrijk zal op 31 januari 2020 de Europese Unie verlaten en na de transitieperiode geen lid meer zijn van de interne markt en douane-unie. De transitieperiode eindigt op 31 december 2020.
Labour: Binnen drie maanden na de verkiezingen moet er een nieuwe overeenkomst met de EU worden afgesloten waarbij het VK deel blijft uitmaken van de EU-douane-unie en nauwe banden houdt met de interne markt. Er wordt een tweede referendum gehouden waarbij de kiezers kunnen kiezen tussen de nieuwe overeenkomst en in de EU blijven.
Liberal Democrats: De op basis van Artikel 50 van het Verdrag van Maastricht ingediende notificatie van vertrek uit de EU moet worden ingetrokken: het VK blijft lid van de EU. Als de liberaal-democraten zelf geen meerderheid behalen steunen zij een nieuw referendum; de kiezers moeten zich er in dat referendum ook voor kunnen uitspreken om in de EU te blijven.
Scottish National Party: De SNP steunt een tweede referendum over het lidmaatschap van de EU. De SNP ziet Brexit als zo’n fundamentele staatkundige verandering dat een nieuw referendum over Schotse onafhankelijkheid gerechtvaardigd is.
Brexit Party: De Brexit Party wil dat het VK zich aan het eind van de transitieperiode helemaal heeft losgemaakt van EU-wet- en regelgeving. Een verlenging van de transitieperiode is niet acceptabel.

## Nieuwe kiezers
Tussen 29 oktober (toen bekend werd dat er verkiezingen zouden worden gehouden) en 29 november 2019, de uiterste datum waarop Britten zich konden inschrijven in het kiesregister, lieten 3,5 miljoen nieuwe kiezers zich registreren. Daarvan waren er 2 miljoen jonger dan 35. Verwacht werd dat jonge kiezers meer geneigd zouden zijn om te stemmen op een partij die tegen Brexit is. Uiteindelijk waren er 47.587.254 geregistreerde kiezers. Het aantal nieuwe geregistreerde kiezers was 875.000 hoger dan in de aanloop naar de Lagerhuisverkiezingen van 2017.

## Strategisch stemmen
Het thema 'tactical voting' (strategisch stemmen) door kiezers kreeg in de aanloop naar de verkiezingen veel aandacht. In het Britse districtensysteem wint alleen de kandidaat die in een district de meeste stemmen heeft behaald een zetel; stemmen op een andere partij tellen niet meer mee voor de zetelverdeling in het Lagerhuis.
Er werd verwacht dat bij deze verkiezingen afhankelijk van de voorspellingen per district meer kiezers dan anders 'strategisch' zouden stemmen, vooral rond het thema Brexit. Zij zouden dan niet stemmen op hun eigenlijke voorkeurskandidaat maar op de persoon die de meeste kans had om de kandidaat te verslaan die ze echt niet waardeerden. Hoeveel kiezers strategisch zouden stemmen was niet volledig duidelijk. Peilingen liepen uiteen; tussen de 14% en 31% van de kiezers zou bereid zijn om op deze manier te stemmen.
Ook over de impact van strategisch stemmen in deze verkiezingen waren de meningen verdeeld. Strategisch stemmen kon zeker gevolgen hebben in individuele kiesdistricten. Prominente politici zouden door strategisch stemmen onverwacht hun zetel kunnen verliezen. In het verleden had strategisch stemmen ook voor het landelijke resultaat een rol gespeeld, b.v. bij de overwinning van Labour in 1997. Het was onwaarschijnlijk dat een partij die in de peilingen landelijk een grote voorsprong had door strategisch stemmen uiteindelijk toch de verkiezingen zou verliezen.

## Electorale samenwerkingsakkoorden
Ook de politieke partijen probeerden door strategische kandidaatstelling het verkiezingsresultaat te beïnvloeden. Doordat er twee 'pro-Brexit' partijen waren, de Conservatieven en de Brexit Party, konden de 'Brexit'-stemmen verdeeld geraken; een 'remain'-partij kon zo de zetel winnen zelfs al was in een kiesdistrict een meerderheid van de kiezers pro-Brexit. Eenzelfde risico was er met betrekking tot versnippering van de stemmen voor 'remain' over de partijen Labour, Liberal Democrats en Green Party. Bij een electoraal samenwerkingsakkoord spraken een aantal 'geestverwante' partijen af dat slechts een van hen een kandidaat stelde in een bepaald district.

### Brexit Party en Conservatieven
Een voorstel van Farage, de leider van de Brexit Party, voor een electoraal 'Brexit'-pact tussen de Conservatieven en de Brexit Party werd door de leider van de Conservatieven Johnson afgewezen. Farage had als eis gesteld dat de door Johnson met de EU onderhandelde Brexit-deal zou worden verworpen. Een paar dagen later kondigde Farage aan dat de Brexit Party toch geen kandidaten zou stellen in de 317 kiesdistricten waar de Conservatieve Partij bij de verkiezingen van 2017 had gewonnen. Hij wilde daarmee de kans verkleinen dat er in het nieuwe parlement een meerderheid zou ontstaan voor een tweede referendum.

### Labour en SNP
Aan de 'remain'-kant sloot Labour electorale samenwerkingsakkoorden uit. Ook de Scottish National Party sloot geen samenwerkingsakkoorden. Wel maakte de SNP bekend dat zij na de verkiezingen een eventuele minderheidsregering van Labour alleen zou steunen als die partij zou instemmen met een nieuw referendum over Schotse onafhankelijkheid.

### Liberal democrats, Green Party, Plaid Cymry
De kleinere partijen, de Liberal Democrats, de Green party en Plaid Cymru, hebben een electoraal akkoord gesloten waarbij in 60 kiesdistricten in Engeland en Wales maar een van de drie partijen een kandidaat inschrift. In veertig kiesdistricten in Engeland zal er alleen een Liberal Democrat-kandidaat zijn en in negen kiesdistricten alleen een Green Party-kandidaat. In Wales sloten de drie partijen een pro-EU-verkiezingspact in elf districten. In zeven districten zal alleen Plaid Cymru een kandidaat stellen, in drie alleen de Liberal Democrats en in één alleen de Green Party.

### Sinn Fein en SDLP
In Noord-Ierland maakten de nationalistische partijen Sinn Feín en SDLP bekend dat zij elk in drie kiesdistricten geen kandidaat zouden stellen, zodat de kans groter werd dat een 'remain'-kandidaat daar zou winnen van de Brexit steunende DUP.

## Kandidaten
De uiterste dag voor het inschrijven van kandidaten was 15 november 2019. In totaal staan er 3322 mensen kandidaat. Geen enkele partij stelde kandidaten in alle 650 kiesdistricten.

### Landelijke spreiding
Van de landelijke partijen stelden de Labour Party en de Liberal Democrats geen kandidaten in de 18 kiesdistricten in Noord-Ierland, en de Conservatieven maar in een paar Noord-Ierse districten. De Green Party stelde voornamelijk kandidaten in Engeland, en een beperkt aantal in Schotland, Wales en Noord-Ierland. De Brexit Party had geen kandidaten gesteld in de 317 zetels die de Conservatieven bij de verkiezingen van 2017 hadden gewonnen.
De andere partijen waren alleen actief in een van de vier constituerende landen van het Verenigd Koninkrijk (Engeland, Schotland, Wales of Noord-Ierland).
Conform parlementaire etiquette stelden de meeste partijen geen kandidaat in het kiesdistrict Chorley waar Lindsay Hoyle, de speaker van het Lagerhuis, kandidaat was. Alleen de Green Party had hier wel een kandidaat.
| Partij                                       | Aantal kandidaten | Opmerkingen             |
| -------------------------------------------- | ----------------- | ----------------------- |
| Conservative Party                           | 635               |                         |
| Labour Party                                 | 631               |                         |
| Liberal Democrats                            | 611               |                         |
| Green Party                                  | 498               |                         |
| Brexit Party                                 | 275               |                         |
| Scottish National Party                      | 59                | alleen in Schotland     |
| Plaid Cymru                                  | 36                | alleen in Wales         |
| Alliance                                     | 18                | alleen in Noord-Ierland |
| DUP                                          | 17                | alleen in Noord-Ierland |
| UUP                                          | 16                | alleen in Noord-Ierland |
| Sinn Féin                                    | 15                | alleen in Noord-Ierland |
| SDLP                                         | 15                | alleen in Noord-Ierland |
| lokale partijen en onafhankelijke kandidaten | 514               |                         |

### Diversiteit
Van de kandidaten was 34% vrouw; dit was het hoogste percentage ooit. Met 53% vrouwelijke kandidaten werd de Labour Party de eerste nationale partij in het Verenigd Koninkrijk die meer vrouwen dan mannen kandidaat stelde. Ook de etnische diversiteit van de kandidaten was groter dan in andere jaren.
Uiteindelijk werden 220 vrouwelijke kandidaten gekozen; dit is het hoogste aantal vrouwelijke Lagerhuisleden ooit. Na de verkiezingen was 10% van de parlementariërs afkomstig uit etnische minderheden.

### Van partij veranderd
Achttien kandidaten waren sinds de verkiezingen van 2017 van partij veranderd, of waren nu onafhankelijk (niet-partijgebonden). Het ging hierbij zowel om Conservatieve als Labour-parlementariërs die uit onvrede met het beleid van hun partij waren vertrokken. De meesten waren overgestapt naar de Liberal Democrats of naar de nieuwe partij Change UK. De voormalige Conservatieve ministers David Gauke en Dominic Grieve namen deel als onafhankelijke kandidaat. Geen van deze achttien kandidaten werd herkozen.

### Niet herkiesbaar
In totaal stelden 74 parlementariërs zich niet herkiesbaar; dit was niet meer dan bij andere verkiezingen. Ook een aantal prominente politici en voormalig bewindslieden koos ervoor het Lagerhuis te verlaten:
- Speaker: John Bercow
- Conservative Party: Nicholas Soames, Michael Fallon, Jo Johnson
- Liberal Democrats: Vince Cable, voormalig partijleider
- Labour: Tom Watson, vice-partijleider
- Onafhankelijk: Ken Clarke, Justine Greening, Philip Hammond, Oliver Letwin, Amber Rudd, Rory Stewart (voor het merendeel voormalige Conservatieve ministers die door Boris Johnson uit de fractie waren gezet vanwege hun verzet tegen zijn Brexit-beleid, en niet weer tot de fractie waren toegelaten)

Een aantal bekende vrouwelijke parlementariërs (Nicky Morgan, Heidi Allen en Caroline Spelman) gaf aan niet herkiesbaar te zijn in verband met de vele bedreigingen en haatmail die zij de afgelopen zittingsperiode hadden ontvangen.

## Voorspellingen en trends
Het was moeilijk om de uitslag van de Lagerhuisverkiezing 2019 met enige zekerheid te voorspellen. Het Britse bureau voor opiniepeilingen YouGov hanteerde hiervoor een bijzonder gedetailleerde analysemethode per kieskring.

### Polarisatie en strategisch kiezen
Zowel de kiezers als de politieke partijen waren sterk gepolariseerd. De traditionele verdeling van de kiezers in Conservatieven en Labour-aanhangers stond soms haaks op de opsplitsing in pro-Brexit- en pro-remain-kampen. Veel kiesdistricten in het industriële noorden van Engeland die altijd in meerderheid Labour stemden waren pro-Brexit; Conservatieve districten in en om Londen waren pro-remain. Daarnaast konden kiezers om strategische redenen uitwijken naar de Brexit Party of de Liberal Democrats, en waren in Wales en Schotland de nationalistische partijen een belangrijke factor. Het was daardoor in de praktijk lastig om op basis van peilingen de trends in 650 kiesdistricten adequaat in beeld te brengen.

### Slinkende voorsprong Conservatieven
Opiniepeilingen toonden dat de Conservatieven sinds het uitschrijven van de verkiezingen op 29 oktober landelijk aan kop lagen (met rond de 40% van de stemmen), en een voorsprong van 10 punten hadden op Labour. Dit zou voldoende kunnen zijn voor een Conservatieve meerderheid in het Lagerhuis. Beide partijen stegen sinds 29 oktober in de peilingen maar het verschil tussen de twee bleef gelijk. De Liberal Democrats en Brexit Party hadden sinds 29 oktober in de peilingen kiezers verloren, waarbij de Brexit Party geen rol van betekenis meer speelde. Volgens onderzoekers zou de balans tussen Conservatieven en Labour kunnen veranderen als Labour erin zou slagen meer pro-remain-kiezers van de Liberal Democrats over te nemen. De voorsprong van de Conservatieven, die in november nog “uitgesproken” werd geacht, slonk tegen 10 december in de peilingen tot “kleine meerderheid”.

## Uitslagen
De opkomst bij de verkiezingen was 67%. Een exitpoll voorspelde direct na het sluiten van de stembureaus op 12 december winst voor de Conservatieven en de Scottish National Party, en een fors verlies voor Labour. Dit beeld werd iets bijgesteld naarmate er meer stemmen waren geteld, de winst van Conservatieven en SNP werd iets kleiner, evenals het verlies van Labour.

### Beperkte winst Conservatieven, groot verlies Labour
Het aantal stemmen (landelijk) voor de Conservatieven was 43,6% (eerder 42,4%), Labour 32,02% (eerder 40,0%) en voor de Liberal Democrats 11,6% (eerder 7,4%). Het aantal extra stemmen voor de Conservatieven was minimaal: +1,2%, terwijl Labour wel instortte met -7,8%. De Liberal Democrats deden het volgens deze cijfers helemaal niet slecht: +4,2%. Zelfs dit beeld is vertekend, daar veel kiezers tactisch niet stemmen op partijen die weinig kans maken in hun district (verloren stem). Als alleen Engeland wordt bekeken (zonder de regionale partijen buiten Engeland), zijn de percentagecijfers voor de landelijke partijen hoger, maar geen enkele partij behaalde de absolute meerderheid van 50% van de stemmen.
De Conservatieve Partij haalde wel een ruime meerderheid in het Lagerhuis, wat Boris Johnson in staat stelde om zijn tweede kabinet te vormen. De Conservatieven behaalden vooral winst in traditioneel Labour stemmende districten in Noord-Engeland en Wales, waar de kiezers in 2016 bij het referendum over het lidmaatschap van de EU vóór vertrek uit de EU hadden gestemd.

### Winst Noord-Ierse nationalisten
In Noord-Ierland verloor de DUP twee zetels en de SDLP won twee zetels. De Alliance Party of Northern Ireland won haar zetel terug. Er was dus een verschuiving van de unionistische partijen naar de nationalistische partijen. Voor het eerst werden er meer nationalisten verkozen dan unionisten. Kiezers hebben vermoedelijk tactisch gestemd voor 'remain'-partijen. (Er waren geen pro-remain unionistische partijen.)

### Opvallende resultaten
De leider van de Liberal-Democrats, Jo Swinson, verloor in haar Schotse kiesdistrict Dunbartonshire-East van de Scottish National Party. Ook de fractieleider van de Noord-Ierse DUP Nigel Dodds keerde niet terug in het Lagerhuis, zijn zetel in Belfast-East ging naar Sinn Féin. Zac Goldsmith, staatssecretaris in de eerste regering van Boris Johnson, verloor zijn zetel aan de Liberal Democrats. Het langst zittende lid voor Labour, Dennis Skinner, werd na 49 jaar lidmaatschap van het House of Commons verslagen door een Conservatieve tegenkandidaat.
| Partij                  | Resultaat | Winst/ verlies |
| ----------------------- | --------- | -------------- |
| Conservative Party      | 365       | +47            |
| Labour Party            | 202       | -60            |
| Scottish National Party | 47        | +12            |
| Liberal Democrats       | 11        | -1             |
| DUP                     | 8         | -2             |
| Sinn Féin               | 7         | 0              |
| Plaid Cymru             | 4         | 0              |
| SDLP                    | 2         | +2             |
| Green Party             | 1         | 0              |
| Alliance                | 1         | +1             |
| Speaker                 | 1         | 0              |
| onafhankelijk           | 1         | +1             |

Verkiezingsuitslagen per district 2017 (links) en 2019 (rechts)
Uitslagen per kiesdistrict 2017
Uitslagen per kiesdistrict 2019: verlies Labour (rood) in Midden- en Noord-Engeland. Winst voor Scottish National Party (zacht geel) in Schotland

Voor een gedetailleerd overzicht van de resultaten bij de vorige Lagerhuisverkiezingen, zie Britse Lagerhuisverkiezingen 2017.